# Station Enniscorthy
Station Enniscorthy is een treinstation in Enniscorthy in het Ierse graafschap Wexford. Het ligt aan de lijn Dublin - Rosslare. Het station heeft een  beperkte dienstregeling. In beide richtingen vertrekken op werkdagen dagelijks vijf treinen vanaf Enniscorthy.